# Golestan
La provincia del Golestan (in persiano گلستان‎) è una delle trentuno province dell'Iran.

## Geografia fisica
Situata nella parte nord-orientale del paese sulla costa meridionale del mar Caspio, la provincia fu costituita nel 1997 separandone il territorio dalla regione del Mazandaran. Il capoluogo è la città di Gorgan che fino al 1937 era chiamata Esteraba o Astarābād. Altre città di rilievo sono: Bandar-e Torkeman, Bandar-e Gaz, Ali Abad, Kordkuy, Gonbad-e Kavus e Minudasht.
La provincia è divisa in due zone, una pianeggiante e una montuosa, compresa nella catena di Elburz. Il punto più elevato è il monte Shavar (3.945 m s.l.m.)

## Geografia antropica

### Suddivisioni amministrative
Shahrestān:
- Shahrestān di Aliabad
- Shahrestān di Aq Qala
- Shahrestān di Azadshahr
- Shahrestān di Bandar-e-Gaz
- Shahrestān di Galikash
- Shahrestān di Gomishan
- Shahrestān di Gonbad-e Kavus
- Shahrestān di Gorgan
- Shahrestān di Kalaleh
- Shahrestān di Kordkuy
- Shahrestān di Maravehtapeh
- Shahrestān di Minudasht
- Shahrestān di Ramyan
- Shahrestān di Torkaman